# Rete tranviaria di Družkivka
La rete tranviaria di Družkivka è formata da tre linee. Il primo tratto è stato aperto nel 1945.